# پوهوری (ناحیه پراگ-غرب)
پوهوری (به چکی: Pohoří) یک منطقهٔ مسکونی در جمهوری چک است که در ناحیه پراگ-غرب واقع شده‌است.